# Taperoá, Bahia
Taperoá este un oraș în statul Bahia (BA) din Brazilia.